# Ángel Floro Costa
Ángel Floro Costa (18. srpna 1838, Montevideo – 10. června 1906, Buenos Aires) byl uruguayský spisovatel, filozof a politik.

## Názory
V 50. letech stál na stanovisku eklekticismu, v 70. letech se stal přesvědčeným přívržencem a propagátorem evoluční teorie Darwinovy a materialistického monismu Haeckelova; nevyhnul se ani vlivu vulgárního materialismu Büchnerova, Vogtova a Moleschottova. Jeho hlavní filozofický spis „Metafyzika a věda“ (psaný formou otevřeného dopisu idealistovi Gonzalo Ramírezovi) byl otištěn v roce 1878 v časopise „El Panorama“. V tomto dopise hájí Costa materialistické principy a zdůrazňuje význam Darwinovy teorie pro vývoj materialismu. Costovy filozofické se však blížily vulgárnímu materialismu, neboť všechny duševní procesy redukovaly na fyziologické vlastnosti mozku. Myšlenku evoluce uplatňoval i při výkladu společnosti a mohl tak dospět k názoru, že hybnou silou společnosti nejsou ideje, nýbrž střetání a vzájemné ovlivňování ekonomických zájmů. Za příčinu společenského procesu uznával ekonomický faktor.